# بيرتل هيل
بيرتل هيل (بالإنجليزية: Bertil Hille)‏ هو أحيائي وأستاذ جامعي وعالم كيمياء حيوية أمريكي، ولد في 10 أكتوبر 1940 في نيو هيفن في الولايات المتحدة.